# リチャード・H・クライン
リチャード・H・クライン（Richard H. Kline,1926年11月15日 - 2018年8月7日）は、アメリカ合衆国カリフォルニア州ロサンゼルス出身の撮影監督。父親のベンジャミン・H・クラインも撮影監督。『アンドロメダ…』や『ソイレント・グリーン』といったSF映画の撮影で知られている。

## 主な作品
- キャメロット Camelot (1967)
- 奴らを高く吊るせ! Hang 'Em High (1968)
- 絞殺魔 The Boston Strangler (1968)
- オリンポスの詩 A Dream of Kings (1969)
- アンドロメダ… The Andromeda Strain (1971)
- コッチおじさん Kotch (1971)
- ソイレント・グリーン Soylent Green (1973)
- 最後の猿の惑星 Battle for the Planet of the Apes (1973)
- 電子頭脳人間 The Terminal Man (1974)
- マジェスティック Mr. Majestyk (1974)
- 名犬ウォン・トン・トン Won Ton Ton, the Dog Who Saved Hollywood (1976)
- キングコング King Kong (1976)
- ドッグ・ソルジャー Who'll Stop the Rain (1978)
- スタートレック Star Trek: The Motion Picture (1979)
- コンペティション The Competition (1980)
- 白いドレスの女 Body Heat (1981)
- ブレスレス Breathless (1983)
- ハワード・ザ・ダック/暗黒魔王の陰謀 Howard the Duck (1986)
- 花嫁はエイリアン My Stepmother Is an Alien (1988)
- ダブル・インパクト Double Impact (1991)